# Aleksandar Nađfeji
Aleksandar Nađfeji (serbisch-kyrillisch Александар Нађфеји, alternative Schreibweise: Aleksandar Nadjfeji; * 27. Oktober 1976 in Belgrad, SFR Jugoslawien) ist ein deutscher Basketballtrainer und ehemaliger -spieler mit serbischen Wurzeln.

## Karriere
Nađfeji wechselte im Jahr 2001 von KK Radnički Belgrad in die Basketball-Bundesliga. Seine Karriere in Deutschland begann er bei den Telekom Baskets Bonn, bei denen er zum Leistungsträger und einem der besten Spieler der Liga entwickelte. 2005 wechselte er zu den Köln 99ers. Mit Köln gelang es ihm, im Finale Alba Berlin zu besiegen, er wurde so zum ersten Mal in seiner Karriere Deutscher Meister. Im Jahr darauf wurde er mit den 99ers deutscher Pokalsieger, da der Verein im Januar 2008 aber Insolvenz anmelden musste, wechselte er zu Alba Berlin.
In Berlin feierte er 2008 erneut die Deutsche Meisterschaft. Zudem wurde er mit Alba Berlin 2009 zum zweiten Mal Pokalsieger. Nach der Saison 2008/2009 wurde sein Vertrag in Berlin allerdings nicht verlängert und Nađfeji wechselte zu den Walter Tigers Tübingen. Nach einer Saison verließ er die Tübinger wieder und unterschrieb beim Pro A-Ligisten FC Bayern München einen Dreijahresvertrag. Mit dem ambitionierten FC Bayern unter der Leitung des damaligen Bundestrainers Dirk Bauermann gelang am Ende seiner ersten Saison in München der Aufstieg in die Basketball-Bundesliga. Nachdem er in der Saison 2011/12 noch ein wichtiger Teil der Rotation der Bayern war, absolvierte er unter Trainer Svetislav Pešić 2012/13 nur acht Spiele.
Deshalb entschied sich Nađfeji, zur Saison 2013/14 nach Tübingen zurückzukehren und unterschrieb einen Dreijahresvertrag. An der Seite seines Freundes Igor Perović war er zunächst Spieler und Assistenztrainer, ab 2016 nur noch Co-Trainer, auch unter den Perovic-Nachfolgern Tyron McCoy und Mathias Fischer.
Im Oktober 2014 erhielt er die deutsche Staatsbürgerschaft, gleichzeitig gab er seine serbische Staatsbürgerschaft ab.
2001 war Nađfeji Mitglied der jugoslawischen Nationalmannschaft unter Svetislav Pešić. In Deutschland wurde er viermal ins All Star Team der Bundesliga gewählt.
Anfang Mai 2018 übernahm er das Cheftraineramt bei den Tübingern, die zuvor aus der Bundesliga in die 2. Bundesliga ProA abgestiegen waren. Im Januar 2019 wurde er in Tübingen entlassen, die Mannschaft lag zu dem Zeitpunkt auf dem drittletzten Tabellenplatz. Nadjfeji wechselte im Sommer 2020 zum Zweitligisten Wiha Panthers Schwenningen, von dem er als Co-Trainer verpflichtet wurde. Seine Arbeit in Schwenningen endete im Anschluss an die Saison 2022/23, in der die Schwenninger Betriebsgesellschaft Insolvenz angemeldet hatte und die Mannschaft abgeschlagen Tabellenletzter geworden war. Er setzte seine Laufbahn beim Zweitligisten Karlsruhe fort, wurde dort im Sommer 2023 Assistenztrainer. In diesem Amt trug er in der Saison 2023/24 zum Gewinn des Meistertitels in der 2. Bundesliga ProA bei.

## Erfolge und Auszeichnungen
- 1997: Teilnahme U22-Weltmeisterschaft
- 1999: Jugoslawisches All-Star Team
- 2001: Jugoslawisches All-Star Team
- 2001: Berufung Jugoslawische Nationalmannschaft
- 2001: Gewinn der Universiade in Peking
- 2002: Deutsches All-Star Team
- 2003: Deutsches All-Star Team
- 2004: Deutsches All-Star Team
- 2005: Vizepokalsieger mit den Telekom Baskets Bonn
- 2006: Deutscher Meister mit den Köln 99ers
- 2007: Deutscher Pokalsieger mit den Köln 99ers
- 2008: Deutsches All Star Team
- 2008: Deutscher Meister mit Alba Berlin
- 2009: Deutscher Pokalsieger mit Alba Berlin
- 2011: Meister der Pro A mit dem FC Bayern München
- 2024: Meister der ProA mit Karlsruhe (als Co-Trainer)

## Sonstiges
Aleksandar Nađfeji ist verheiratet und hat drei Kinder. Sein Bruder Stevan Nađfeji und sein Sohn Nemanja Nađfeji schafften ebenfalls den Sprung zum Profibasketballer.